# 庆华镇
庆华镇，是中华人民共和国四川省广安市华蓥市下辖的一个乡镇级行政单位。

## 行政区划
庆华镇下辖以下地区：
江华社区、邱家嘴村、天龙山村、石佛沟村、斜滩村、铜鼓寨村、土坝子村、四脚碑村、宝马坎村、三河村、左家坪村、黄桷村和沈家坪村。